# Bożydar-Kałęczyn
Bożydar-Kałęczyn – jurydyka założona w 1702 na gruntach Kałęczyna. 

## Opis
Jurydyka została założona w 1702 przez J. Szwarcenberga-Czernego i obejmowała pierwotnie rejon obecnych ulic Książęcej, Smolnej i Al. Jerozolimskich. Ratusz jurydyki znajdował się przy ul. Nowy Świat 8/10 (hip. 1284).
W 1774 na terenie jurydyki należącej wówczas do Augusta Sułkowskiego powstało żydowskie osiedle Nowa Jerozolima. Znajdowało się ono między obecnym placem Zawiszy i ul. Kaliską. Osiedle powstało z naruszeniem przepisów, tj. starego przywileju de non tolerandis Judaeis, który zakazywał Żydom mieszkania i prowadzenia handlu w obrębie wałów miejskich i (od 1570) w odległości 2 mil od miasta. Magistrat Starej Warszawy pozwał Sułkowskiego do sądów marszałkowskich z żądaniem likwidacji żydowskiego osiedla. Pomimo żydowskich protestów 23 stycznia 1776 roku Nowa Jerozolima przestała istnieć, towary skonfiskowano, a domy zostały zburzone. Pomimo krótkiego istnienia, nazwa osiedla obecna jest w późniejszych nazwach rogatek Jerozolimskich i Al. Jerozolimskich.
Wraz z pozostałymi jurydykami warszawskimi została zlikwidowana w 1791 na podstawie prawa o miastach. 